# Taigabussard
Der Taigabussard (Buteo japonicus) ist ein Greifvogel aus der Familie der Habichtartigen (Accipitridae).
Mitunter wird er als konspezifisch mit dem Mäusebussard (Buteo buteo) angesehen.
Er kommt in Ostasien vor in der Mongolei, in China und in Japan.
Der Lebensraum umfasst vielfältige, offene und baumbestandene sowie grasbewachsene Habitate, auch Stadtparks mit Bäumen bis mindestens 1300 m Höhe. Die Art ist Teilzieher, aus Zentralasien und Hokkaido überwintern die Vögel von November bis März weiter südlich.
Der Artzusatz bezieht sich auf Japan.

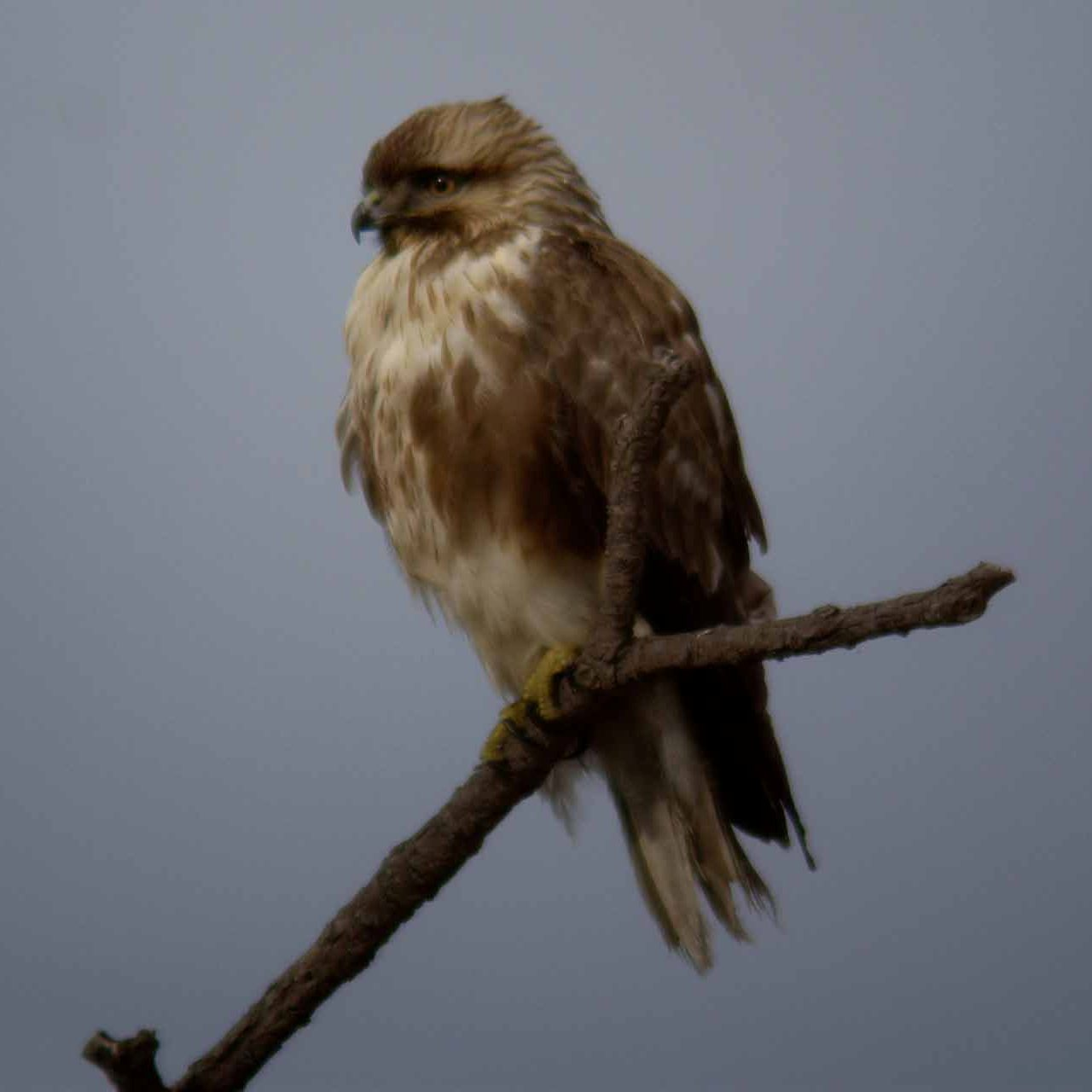
Taigabussard im Ukishimagahara Naturpark

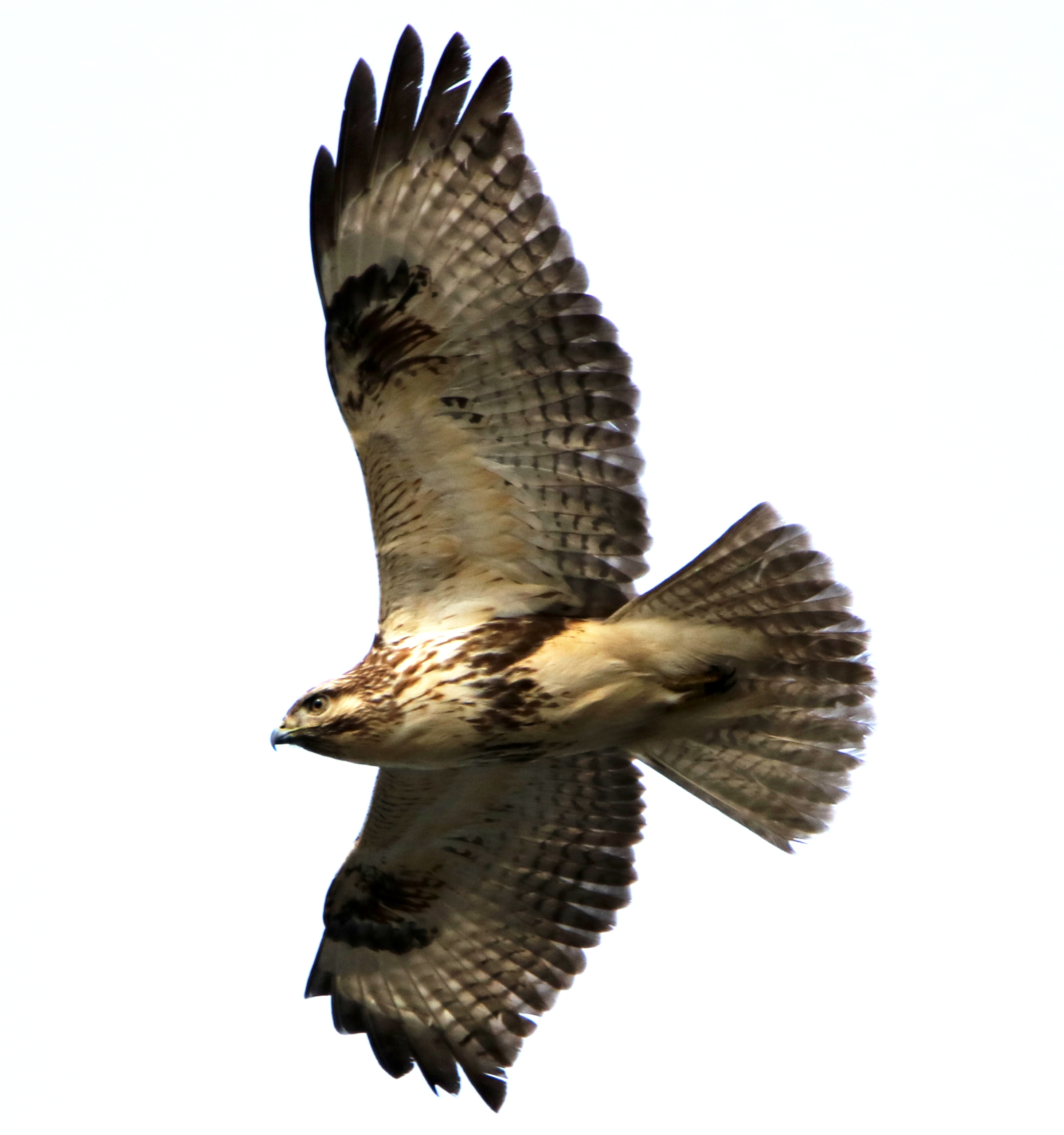
Taigabussard im Flug

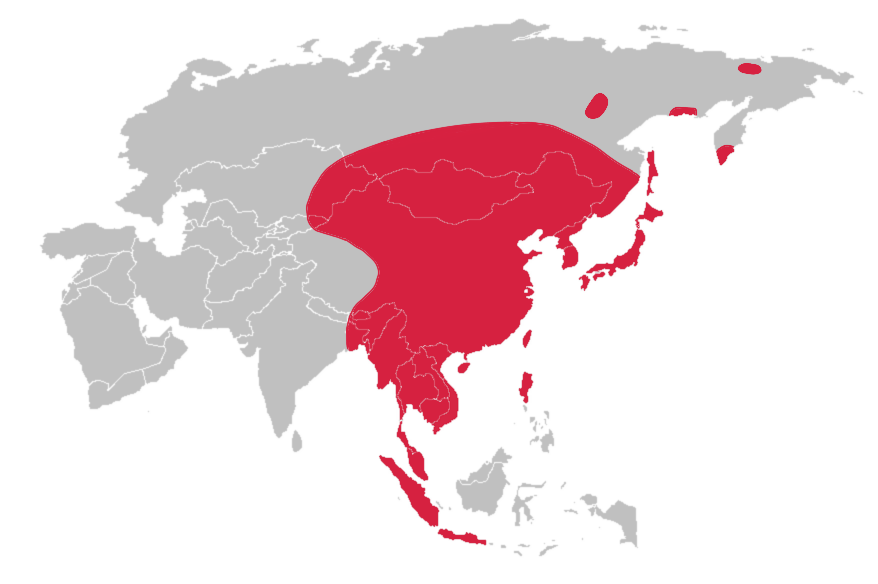
Verbreitungsgebiet des Taigabussards (rot)

## Merkmale
Die Art ist 42 bis 54 cm groß, das Männchen wiegt zwischen 630 und 810, das Weibchen zwischen 515 und 970 g, die Flügelspannweite beträgt zwischen 122 und 137 cm.
Die Nominatform hat einen blassen Kopf, kein Rotbraun im Gefieder, eine weißliche Unterseite mit gestrichelter Brust und anschließender Bänderung. Oft erkennt man auch ein Brustband, der Schwanz hat eine grau-weiße Basis. Die Iris ist dunkelbraun, Wachshaut und Füße sind gelb.
Jungvögel sind den Erwachsenenvögeln sehr ähnlich, das Auge ist aber blasser, der Schwanz hat einen Hauch Rot.

## Geografische Variation
Es werden folgende Unterarten anerkannt:
- B. j. japonicus Temminck & Schlegel, 1845, Nominatform – Japan[5], brütet von Zentralsibirien östlich bis Japan, Norden Koreas und Nordosten Chinas, überwintert in Südostasien
- B. j. toyoshimai Momiyama, 1927, – Izu-Inseln und Ogasawara-guntō
- B. j. oshiroi Kuroda Nagahisa, 1971, – Daitō-Inseln

Die International Ornithologists’ Union führt zusätzlich noch
- B. j. burmanicus A. O. Hume, 1875, – Region Transbaikalien und nördliche Mongolei bis Nordostchina, Norden Koreas und Osten sowie Nordosten Sibiriens

## Stimme
Der Ruf wird als harscher oder klagender 2-Ton-Ruf beschrieben, etwas höher als der des Mäusebussards (Buteo buteo).

## Lebensweise
Die Vögel aus dem asiatischen Festland und Hokkaido sind meist Zugvögel und dort zwischen April und Oktober anzutreffen.
Die Nahrung besteht – soweit bekannt – aus einer Vielzahl von  Beutetieren wie Hasen, Fasane, Schlangen, Echsen, Froschlurchen und großen Insekten, die aus Lauerjäger und aus kreisenden Suchflügen heraus erbeutet werden.
Die Brutzeit liegt auf Honshū zwischen April und Juli, das Nest wird in 6 bis 20 m Höhe in Pinien, auf Klippen oder in Höhlen gebaut.
Das Gelege besteht aus 2 bis 3, seltener 4 Eiern, die über 30 bis 33 Tage bebrütet werden.

## Gefährdungssituation
Die Art gilt als nicht gefährdet (Least concern).